# 古巴解凍
古巴解凍（英語：Cuban Thaw，西班牙语：deshielo cubano）是指古巴與美國之間的外交關係在2014年開始的正常化歷程，由时任美国总统贝拉克·奥巴马和古巴共产党第一书记劳尔·卡斯特罗推动。古巴和美國的邦交在1959年古巴革命後一直不佳，其後曾經有關係緩和的跡象。古美兩國最終在2014年12月關係正常化，並在2015年7月恢復外交關係。古巴解凍在政治、經濟和文化方面均帶來一定影響。

## 背景

### 1960年代起的惡劣關係
1959年，菲德爾·卡斯特羅在古巴革命中成功推翻巴蒂斯塔的執政，美国起初承认卡斯特罗建立的临时政府，兩國關係良好；但是，古巴政府其後進行改革，這些改革對美國在古巴的利益構成一定影響，而古巴政府在冷戰下傾向與蘇聯交好，令美國對古巴政府產生不滿。美國在1960年停止向古巴提供任何经济援助、取消古巴对美國的食糖出口份额、开始對古巴實施禁运，在1961年1月斷絕與古巴的外交關係；此後，美國和古巴之間先後爆發猪湾事件和古巴导弹危机。在1962年後的近半個世紀，美國與古巴的雙邊關係一直欠佳，兩國之間時有爭執；美國把古巴列為支持恐怖主義國家之一，而時任古巴共產黨第一書記的菲德爾·卡斯特羅亦被稱為「反美鬥士」。

### 解凍前的關係緩和跡象
美國與古巴之間的雙邊關係曾在1970年代開始有所緩和，兩國签訂雙邊协议，又互相在對方國家设立办事处；但是，共和黨的罗纳德·里根其後接替民主黨的吉米·卡特，成為美國總統，他对古巴的政策較為强硬。里根離任後，美國與古巴的關係先後因其他事件而緊張起來。
一直以來作為副手的勞爾·卡斯特羅於2006年代理兄長職務，他在經濟和外交兩方面上的政策較為靈活；美國總統贝拉克·奥巴马在2009年宣佈放寬對古巴的部分限制，又在2013年上半年表示美國政府對兩國關係持開放態度，古巴外交部亦在同年表示願意為改善兩國關係而採取行動。

## 過程

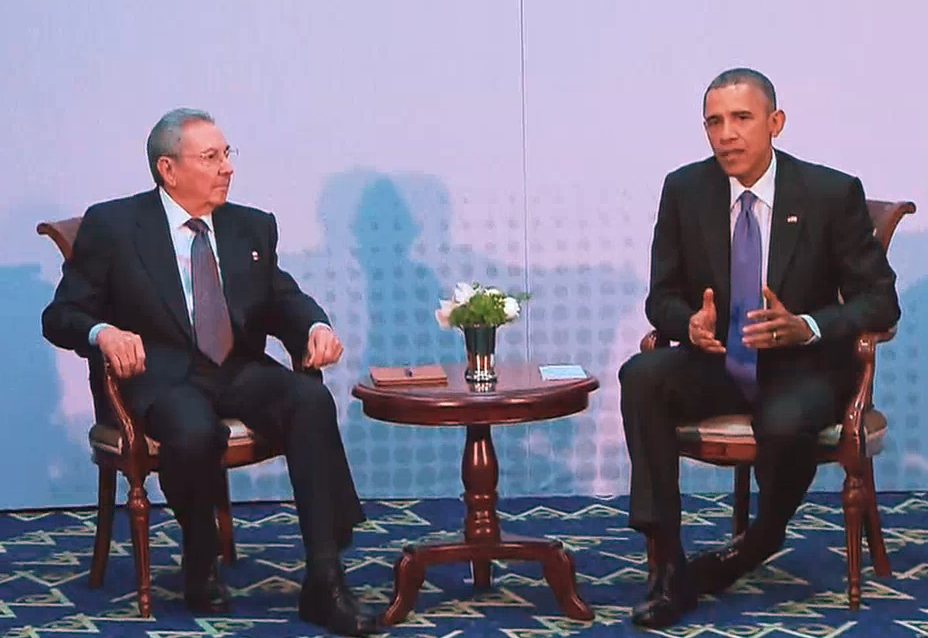
美國總統贝拉克·奥巴马和古共中央第一書記劳尔·卡斯特罗在巴拿馬會面。

2013年6月開始，美國和古巴在教宗方濟各的斡旋下進行歷時近一年半的秘密谈判，最後成功达成共识；在谈判期間，美國與古巴雙方的人員會晤了最少九次，已知有七次會面是在加拿大的多倫多和渥太華舉行，另外兩次則在梵蒂岡。
2014年12月17日，美国和古巴突然交换囚犯，古巴释放了一名美國特務和美國人阿兰·格罗斯，而三名被美國拘禁的古巴特務也獲释放。同日，美國總統奧巴馬宣佈要令美國和古巴的關係正常化，結束美國過去企圖孤立古巴的方針，又認為這樣對兩國人民均有益處；為了使兩國實現關係正常化，美國將會評估過往把古巴列為支持恐怖主義國家的做法、放寬旅遊和匯款限制、增加兩國之間電訊聯繫、並允許美國的機構與古巴金融機構進行往來。在同一天，古巴共产党第一书记劳尔·卡斯特罗发表电视讲话，指出美国需要解除对古巴的经貿封锁；在讲话中，卡斯特罗認為美國和古巴要承认彼此之間的差异，實現文明共处，又表示古巴愿意与美国合作。

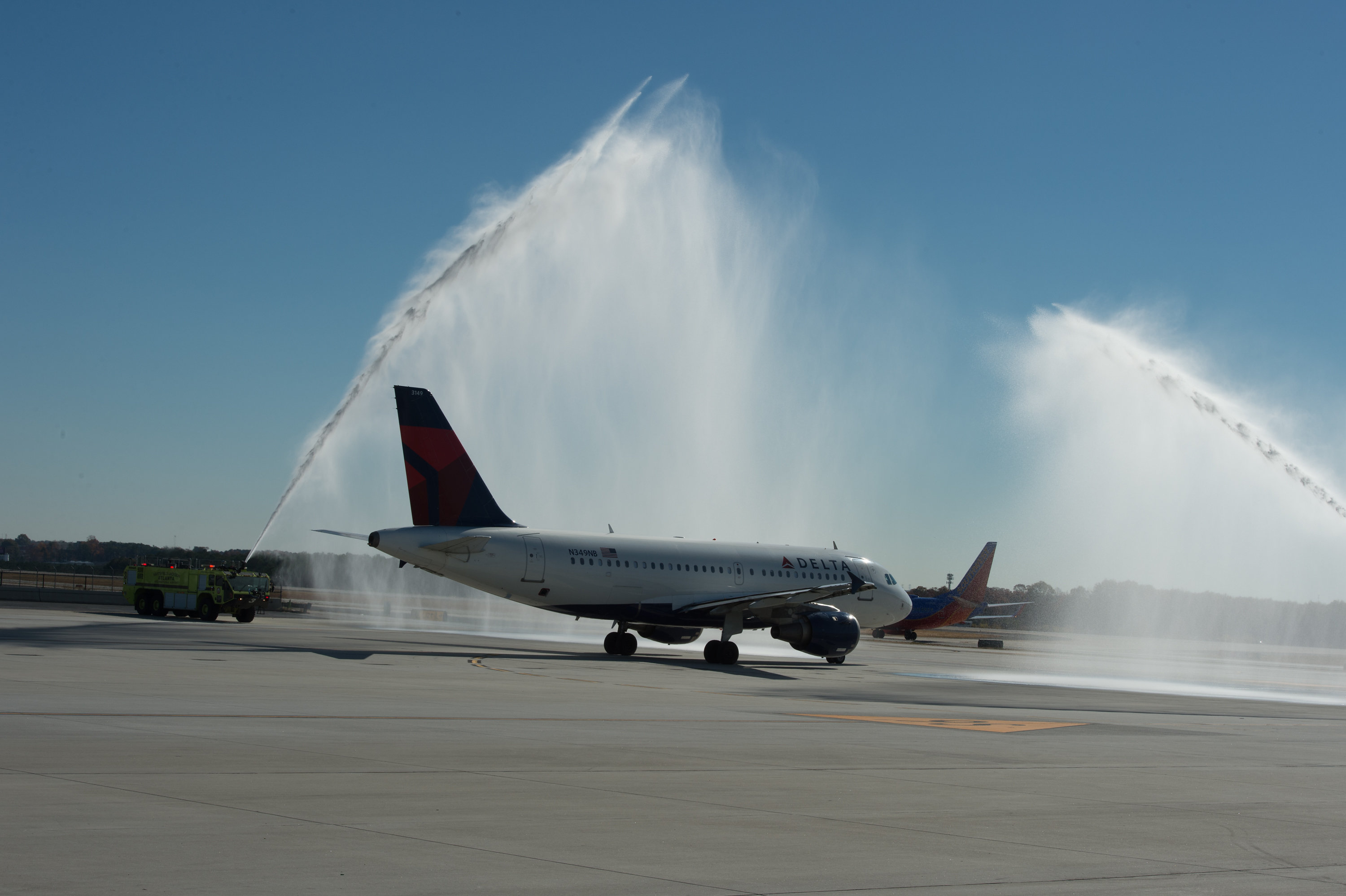
2016年12月1日，达美航空时隔55年后重启飞往哈瓦那何塞·马蒂国际机场的定期航班

在第七屆美洲國家首腦會議期間，奥巴马和劳尔·卡斯特罗举行会晤，是為美國和古巴领导人在半世纪以来的第一次会面。2015年4月14日，奧巴馬宣佈將會把古巴從支持恐怖主義國家名單中除名；一些共和黨政客抨擊奧巴馬的決定，亦有古巴裔議員聲稱會防止古巴被除名，但有關決定最終在45天的國會通告期後落實。
2015年7月20日，美國和古巴正式恢復兩國之間的邦交，並重開駐對方國家的大使館；美国国务卿克里出席了駐古巴大使館的重開儀式，成為自1945年以来首名到访古巴的美国国务卿，而當年在大使館關閉時把美國國旗降下的老兵也有出席儀式。

## 動機分析

### 美國
有評論認為，美國的有識之士已經意識到過往對古巴政策的失敗，這些政策不能成功推翻共產黨執政的古巴政權，亦損害了美國的利益。美國過去對古巴的制裁雖然對當地造成嚴重影響，但古巴政府沒有因而倒台，當地的社会亦保持稳定；與此同時，美國對古巴的封锁限制了美國到當地的出口貿易，造成企业家和农场主人的不满，亦妨礙古巴裔美國人到古巴探親。因此，美國有需要調整對古巴的政策。
美國過往對古巴的政策對美國外交構成損害。美国限制與古巴进行經贸往來的外国公司和人員，但此舉影響了對美友好国家的利益，引起加拿大和部分西欧国家不满；联合国大会在2013年和2014年均有要求美國终止封锁古巴的議案，這些議案得到大部分國家赞成，反對或弃权的國家不多。不少拉丁美洲國家反對美國對古巴的政策，影響美國在有關地區的影響力和地位；在第六屆美洲國家首腦會議上，32個美洲國家首腦會議成員國發表共同聲明，表示除非古巴出席首腦會議，否則以後不會再參與，更有成員國的總統為此退出會議。
評論認為，奥巴马之所以要促使古巴解凍，是因為他想塑造政绩。2016年美國總統選舉即將來臨，奥巴马需要在外交上取得突破的成積，為民主黨造勢。民主黨在2014年美国中期选举中失利，共和党則成功控制多数的議會席位，令奥巴马难以在内政上取得新的成就；外交方面，奥巴马難以在伊朗核问题、朝鲜核问题、對抗恐怖主义等議題上取得突破性进展，而改善對古巴關係正是最可能在短期內見效的事務。
有俄羅斯學者指出，美国促使古巴解凍的动机是要赢得俄罗斯的盟友，並把自身的势力范围扩大至過去因意识形态等問題而不會涉足的地區，预示美国的外交政策转变。除了上述各點外，地缘政治学考虑和古巴裔移民的增加也被認為是美國促使古巴解凍的原因。

### 古巴
经济問題被認為是古巴愿意與美国改善关系的主要動機。古巴一直被美国制裁，當地经济的发展亦受到影響；《华盛顿邮报》曾經联合其他機構进行輿論調查，發現97%受訪古巴人认为改善與美国的关系对古巴有益，64%受訪古巴人認為改善與美国的关系有利古巴经济发展。古巴與委内瑞拉之間的雙邊關係在苏联解体後變得密切，但委内瑞拉经济因油价下跌而面臨困難，古巴的经济狀況也可能會受影響；時任美国驻委内瑞拉大使查尔斯·夏皮罗更认为，古巴與美国改善关系的原因的一是希望拉遠與委内瑞拉的距离。
在古巴共产党中央委员会于2015年1月26日出版的《格拉玛报》的陈述上看，菲德尔·卡斯特罗对古巴与美国关系解冻似乎表示欢迎；雖然他表示自己“不信任美国的政策”，但也同时声明“我们永远用合作和友谊来保卫世界上所有的人，包括我们的政敌”。

## 影響

### 政治影響
有學術期刊認為，古巴解凍有助改善美國在拉美国家眼中的形象，而美国與其他美洲国家组织成員國的分歧亦會减少，令美洲国家组织更能發揮其作用；兩國關係的改善亦有助古巴融入国际社会，提升古巴在国际事务的參與度，增加古巴的国际影响力。期刊還認為，古巴解凍有機会降低委內瑞拉的反美傾向。有評論認為古巴與俄羅斯長久以來的良好關係會因為古巴解凍而面临考验，亦有評論認為古俄關係仍會發展，但古巴在與俄羅斯合作時將會顧及美國的反應。
有評論認為，古巴的青年將會随着當地對美国遊客和投资者的开放而能增加接触互联网，令古巴的政局更難被政府駕馭；但評論又認為，只要菲德爾·卡斯特羅和勞爾·卡斯特羅還健在的話，古巴的大多数人民仍會尊重老一輩的選擇。

### 經濟影響
有学者指出，古巴和美國的与经贸合將會在2030年前後變得更為緊密，更預測古巴會成為经济上的另一个美国州份；农业专家预測，美国到古巴的出口貿易將會在2020年提升两倍，為美国人帶來大量的就业机会，亦能扩大美国農業產品的市场。評論認為，古巴將會在古巴解凍後得到更多外国投资和援助，亦可能会為了更快與世界经济接轨而擴大改革的力度，有利當地经济的发展，令當地人的生活水平有望提升。
古巴解凍後，古巴裔美国人能夠回到古巴探亲，美國公民申請到古巴商务游的手续亦會有所简化，但美国仍然限制當地人到古巴旅遊。不少美国人在美国宣布與古巴的关系正常化後有兴趣前往古巴旅遊，而古巴的旅游业界亦開始改善當地的旅游设施，迎接將來可能會到訪古巴的美国人；分析認為，如果美國不再禁止人民赴古巴旅遊、使更多美國人來到古巴的話，到古巴旅遊所需的价錢將會上升，而古巴亦會為应付旅客而改善基础设施，令當地的風光變得不再原始。

### 文化影響
2015年5月，美国的明尼苏达交响乐团到哈瓦那表演，成为第一个在古巴解凍後來到當地的美国管弦樂團，此事被認为是古美兩國文化关系的进展；同年6月，美國職業足球隊紐約宇宙到访古巴，與古巴國家足球隊作賽，吸引兩國球迷到場觀賞。古巴政府亦在同年計劃重新推行英语教育，並有意提升英语教育在学校教育的地位。

## 各方意見
美联社在2015年7月組織的輿論調查顯示，約75%的美国人认为美国應該與古巴复交，58%的美国人認同奥巴马对古美兩國關係的态度；但是，受訪者對美國制裁古巴的意見出現分歧，48%受訪者認為美国应停止或减少制裁古巴，47%受訪者支持美国维持或扩大制裁，5%的受訪人士不回答此問題。佛罗里达国际大学調查显示，68%的古巴裔美国人支持美國和古巴恢复邦交；但是，邁阿密和佛羅里達州均有古巴裔美國人上街示威，批評奧巴馬的決定。
根據皮尤研究中心的輿論調查報告，74%的民主党人、40%的共和党人及67%的无党派人士支持奥巴马對古巴的新政策。明尼苏达州的民主党参议员艾米·克羅布徹支持解除對古巴的制裁政策，避免美国因為对古巴的限制而失去投资机会；共和黨參議員馬可·魯比奧認為古巴解凍無法為當地帶來變革，還會令掌權者能夠長期執政。但是，有共和黨和民主党的参议员共同提出解除對古巴贸易禁运提案，也有民主黨人批評奧巴馬的決定是「認同古巴政府的殘忍行為」。
俄罗斯、葡萄牙、德国、中華人民共和國、越南和韩国的外交部或外交部門高層均表示支持古巴解凍，亦有部分國家的立法機關或傳媒對此表示支持。